# Psammophilocyclops paucisetosus
Psammophilocyclops paucisetosus – gatunek widłonoga z rodziny Cyclopidae. Nazwa naukowa tego gatunku skorupiaków została opublikowana w 2011 roku przez południowokoreańskich biologów Lee Ji-mina i Chang Cheon-younga.